# 追寶威龍
《追寶威龍》（又译作），由Sting開發，史克威爾發行，是一個回合制的戰略角色扮演遊戲。最初，《追寶威龍》於1996年5月24日時在超級任天堂上發售，而後，又在2007年12月25日時於任天堂的Virtual Console上發售。
《追寶威龍》從未在日本以外的地區發售。此外，值得一提的是，在1996年1月史克威爾宣佈在PlayStation上開發《最终幻想VII》後，史克威爾和任天堂的關係陷入冰點，在《追寶威龍》發售後，有長達六年的時間，史克威爾未在任天堂的遊戲主機上推出遊戲，《追寶威龍》也因而成為20世紀時，史克威爾在任天堂的遊戲主機上發售的最後一款遊戲，直至2002年，史克威爾才又在任天堂的GBA上推出了《陸行鳥樂園》。